# تشاك بينيت
تشاك بينيت (بالإنجليزية: Chuck Bennett)‏ هو لاعب كرة قدم أمريكية أمريكي، ولد في 9 أغسطس 1907 في لينتون في الولايات المتحدة، وتوفي في 9 يونيو 1973 في لا غرانت في الولايات المتحدة.